# Xenobiston casta
Xenobiston casta är en fjärilsart som beskrevs av W. Warren och Rothschild 1903. Xenobiston casta ingår i släktet Xenobiston och familjen mätare. Inga underarter finns listade i Catalogue of Life.